# Viññāṇa-kicca
Viññāṇa-kicca (pāli), désigne une fonction de la conscience. Ces fonctions sont présentées de manière analytique dans le Paṭṭhāna, ouvrage bouddhique faisant partie du canon pāli.

## Quatorze fonctions
Après avoir énuméré les Vijñāna, après donc avoir analysé toutes les formes de consciences existantes, le Paṭṭhāna détaille les quatorze fonctions (pāli "viññāṇa-kicca") qui s'exercent à l'intérieur d'un processus de conscience. Cette description s'attache à énumérer des fonctions pour analyser à quels états de conscience correspondent ces fonctions : on peut y voir la volonté de renseigner précisément l'enseignement de la coproduction conditionnée, ce qui n'a donc de sens que dans certaines interprétations de ce processus, dont l'interprétation theravadin fait partie.  
Cependant, cette analyse vaut tout autant comme source d'information quant à la psychologie bouddhique, puisqu'elle détaille les nombreux phénomènes qui sont pris pour un courant de conscience continu et personnel, là où il n'y a que phénomènes éphémères - anicca - et impersonnels - anatta. 

Les quatorze fonctions de la conscience sont présentées dans l'ordre de leur apparition, depuis la naissance au décès, bien que le processus complet puisse être interprété  comme "cycle de consciences" n'impliquant pas la naissance et la mort au sens fort (il s'agit alors de la naissance et de la mort de ces consciences et non d'un "être"). 
1. Renaissance ou lien-de-renaissance, pāli paṭisandi ;
2. Subconscience ou mode-existentiel, pāli bhavaṅga ;
3. attention ou tournant, pāli āvajjana ;
4. vision ;
5. ouïe ;
6. olfaction ;
7. gustation ;
8. sensation de toucher ;
9. réception, réceptivité, pāli sampaṭicchana ;
10. sondage, investigation pāli santīraṇa ;
11. détermination (ou déterminant), pāli voṭṭhapana ;
12. impulsion, pāli javana ;
13. enregistrement ou répétition, pāli tadārammaṇa ;
14. décès, pāli cuti.

## Réunion
Voir aussi Punarbhava

"Au décès succède un nouveau lien de renaissance" (Visuddhimagga). Selon le Paṭṭhāna, dix-neuf consciences jouent le rôle de  "lien de renaissance", "réunion", paṭisandi. L'analyse distingue alors la sphère (pāli avacara) dans laquelle a lieu la "naissance". 
- Dans le cas d'une renaissance d'un homme ou d'un dieu de la sphère sensorielle, il se produit l'une des huit consciences résultantes (vipaka) associées aux causes bénéfiques que sont l'absence d'attachement, d'aversion ou de confusion. Cependant, dans le cas des eunuques "ou des conditions humaines comparables", il se produit alors un état de conscience résultant, mais sans causes bénéfiques.

- Lors d'une naissance dans les existences "physiques pures" ou "non physiques", il se produit l'une des neuf consciences résultantes correspondant à ces sphères (avacara). La conscience a alors pour objet le "signe du karma" présent au moment du décès, et elle forme le "lien-de-renaissance".

- Lors des naissances dans les états qui sont des conséquences de consciences "nuisibles", pernicieuses, advient alors une conscience résultant du pernicieux, sans cause bénéfique qui lui serait associée ; de même cette conscience a pour objet le signe du karma du moment du décès et forme le lien-de-renaissance.

Le lien de renaissance cesse alors et se produit une conscience ayant pour fonction le "mode existentiel", "subconscient" (voir plus bas) .

## Bhavaṅga: le subconscient
Bhavaṅga provient de "bhava" : devenir, existence. L'expression se trouve à deux reprises dans le Paṭṭhāna, mais ce sont surtout les commentaires de l'Abhidhamma qui le précisent. «Bhavaṅga-citta»  (ou encore «Bhavaṅga sota») est traduit par Nyanatiloka comme subconscience et par Christian Maës comme «mode existentiel» . 
Bhavaṅga serait la condition indispensable de la vie, il s'agirait d'une clé permettant d'expliquer les particularités du karma, la renaissance, la faculté de mémoire.. Selon Michel-Henri Dufour, il s'agit d'un état de repos dans lequel retourne l'esprit en l'absence de stimulus. 
"Bhavaṅga-sota" est un courant mental sous-jacent : sota signifie flux. Ce courant recueillerait toutes les impressions sensorielles, les emmagasinerait, mais serait inconnu de la conscience.
   
Il s'agit d'une conscience "Vipāka" (résultat de karma).
Après la renaissance, se produit une conscience faisant fonction de "mode existentiel", Bhavaṅga, ayant les mêmes caractéristiques que le "lien de renaissance", paṭisandi. Le mode existentiel se prolonge alors : des états correspondants de subconscience réapparaissent sans cesse.

## Tournant: āvajjana
Le "tournant" ou l'attention désigne le fait de se tourner vers un objet (sensoriel). Cela ne correspond donc, dans la psychologie cognitive, qu'à l'une des significations de l'attention, que l'on peut identifier comme processus attentionnel automatique.

Pour en revenir à la psychologie bouddhique, cette attention se distingue donc de vittaka, attention sélective et volontaire qui correspond à la méditation bouddhique.
Le tournant est ce qui interrompt le courant subconscient, ce qui met fin à cette répétition.  Le Paṭṭhāna distingue deux cas : le cas des « portes physiques », les cinq sens, et le cas de la « porte mentale », le sixième sens décrit dans la « psychologie bouddhique ».
Dans le cas des cinq sens, et pour prendre l'exemple de la vision, une apparence en contact avec l'œil ébranle le courant subconscient. Il se produit un élément mental, une conscience « résultante ». Suit ensuite une conscience sensorielle.

Dans le cas de la « porte mentale », qui peut concerner l'un des six types d'objets sensoriels, il se produit une conscience résultante sans cause bénéfique, accompagnée d'indifférence (au sens de ni attirance ni répulsion). Dans ce cas, la conscience qui suit est une impulsion et non une conscience sensorielle.

## Consciences sensorielles
Les consciences sensorielles s'appliquent, ici, aux cinq sens également décrits selon les psychologies occidentales. 
À la suite du tournant, donc à la suite du fait que la conscience se tourne vers un objet, se produit une conscience sensorielle associée à cet objet, qu'il s'agisse de vision, d'audition, d'olfaction, de gustation, ou de conscience corporelle. 

La conscience sensorielle est "résultante" (vipāka) ; elle peut soit résulter du bénéfique, soit résulter du nuisible - et l'analyse attribue alors dix états de conscience à cette fonction de conscience sensorielle. L'énumération des vijnana propose pourtant bien plus de consciences résultantes, même pour la seule sphère sensorielle.

## Conscience réceptive: sampaṭicchana
La réception, sampaṭicchana-citta, a lieu après la conscience sensorielle. Dès que l'élément de conscience sensorielle cesse, a lieu un élément mental de réception, qui reçoit l'objet sensoriel. 
Si l'élément de conscience sensorielle résultait du bénéfique, la conscience de réception fera de même - idem pour le nuisible. Le Visuddhimagga attribue deux états de conscience résultants (vipāka) à cette fonction.

## Conscience investigatrice
Le sondage, l'investigation, santīraṇa-citta, suit la conscience réceptive. Il s'agit d'une conscience résultante sans cause, pouvant résulter soit du bénéfique soit du pernicieux : trois consciences correspondent à cette fonction.

## Conscience-détermination
La détermination, conscience déterminante, voṭṭhapana-citta, suit le sondage. Le Visuddhimagga donne un seul état d'être pour cette fonction : il s'agit d'un élément de conscience résultant, sans causes bénéfiques.  Mais l'énumération des vijnana en donne deux : la conscience résultant du pernicieux et la conscience, toujours sans causes bénéfiques, mais résultant du bénéfique..

## L'impulsion
"Impulsion", javana, provient du verbe javati : "pousser en avant". Il s'agit de fait de la fonction qui détaille la formation de karma. 
Cas d'un objet sensoriel.

La détermination est suivie d'impulsion "si l'objet est important". Une fois l'objet (sensoriel) déterminé, six ou sept consciences impulsives adviennent qui ont pour objet ce dernier. Cette fonction peut être remplie par l'une des huit consciences bénéfiques de la sphère sensorielle, par l'une des douze consciences "pernicieuses". Mais dans le cas d'un être noble, il se produit l'une des neuf consciences "fonctionnelles", kiriya-citta, de la sphère sensorielle. 

Dans ce cas, il a donc une conscience tournant, suivie par une conscience sensorielle, suivie par une réception, puis un sondage, puis une détermination, et enfin l'impulsion.

Cas de la porte mentale.

Dans le cas de la porte mentale, les mêmes consciences remplissent la fonction d'impulsion. Simplement, dans ce cas elles suivent le "tournant" plutôt que la "détermination".
Cas de l'ennoblissement. 

(...)

## Conscience qui enregistre
L'enregistrement, ou la répétition, tadārammaṇa-citta, advient dans le cas d'un objet, physique ou mental, important, et suit alors l'impulsion génératrice de karma. Selon cette analyse, cette conscience-enregistrement, a lieu une fois ou deux, et a le même objet que l'impulsion. 
Onze états de consciences résultants peuvent tenir lieu d'enregistrement. Il peut s'agir de l'une des huit consciences sensorielles résultantes du bénéfique (associées aux causes bénéfiques, puisque cela suit la production karmique). Sinon, il s'agit de l'une des trois consciences mentales résultantes qui ne sont pas associées aux causes bénéfiques, mais pouvant résulter soit du bénéfique soit du mauvais. 
Après cette répétition, cet enregistrement, advient une conscience Bhavaṅga, c'est-à-dire une subconscience, un "mode-existentiel", qui sera suivi par un nouveau "tournant", une nouvelle attention,  perpétuant le cycle des consciences, jusqu'à la venue de la conscience nommée "décès".

## Cuti: le décès
La mort, si elle est l'une des fonctions de la conscience, est un bhavaṅga, une subconscience. Les dix neuf consciences qui jouent le rôle de paṭisandi et de bhavaṅga sont aussi celles qui jouent le rôle de décès. 

Après le décès survient simplement un nouveau paṭisandi, ce qu'exprime la roue des existences, le Saṃsāra.
Selon le theravâda, la mort peut avoir quatre causes : 
- 3 morts «normales» :
  - L'épuisement du janaka kamma ; la force reproductrice de la vie. Cette mort concerne la cessation qui n'est pas mort de vieillesse mais ne décrit pas l'atteinte du nirvana.
  - La mort naturelle : le terme de la vie expire. À chaque plan d'existence, loka, correspond un âge limite.
  - Les deux causes précédentes réunies.
- L'action brutale d'un karma qui agit en dehors des deux premières causes

Une analyse détaille les instants de conscience qui précèdent la mort, auxquels s'ajoutent la conscience du décès et la conscience de la naissance :
1. Depuis ce moment de pensée, le karma ne produit plus aucune apparence physique, rupa. Mais le physique qui existe persiste jusqu'au moment de la mort. Un signe, nimitta, apparait alors : c'est l'objet de la conscience. Si un très puissant karma, garuka kamma, a été engendré pendant la vie, ce sera lui ; autrement apparaîtra un karma proche dans le temps : asana kamma. Ce peut être enfin une action souvent entreprise, voire un karma quelconque.
2. Bhavaṅga
3. Bhavaṅga
4. Bhavaṅga
5. Bhavaṅga
6. Bhavaṅga
7. La conscience est interrompue : atita bhavaṅga
8. Elle vacille un premier instant de pensée,bhavaṅga calana
9. Puis elle vacille un second, c'est la «subconscience de cessation», bhavaṅga upaccheda
10. Apparait la conscience de la porte de l'esprit, manodvaravajjana
11. Il se produit une impulsion, javana, de seulement cinq instants de conscience, car cette impulsion est faible. Cette impulsion déterminera la renaissance.
12. Javana
13. Javana
14. Javana
15. Javana
16. Conscience d'enregistrement, tadalambana
17. Conscience du décès, cuticitta
18. Conscience de renaissance, paṭisandi
19. De nouveau se produit un instant de consciencebhavaṅga, etc.

## Conclusion: cycles samsariques
Cette analyse frappe par sa rudesse et son extrême précision ; sans doute est-il bon de faire le bilan des cycles qu'elles proposent. On note d'abord que le lien de renaissance et le décès n'adviennent que dans des cas particuliers, et que, mis à part ces cas particuliers, deux cycles sont proposés : 
- À la subconscience fait suite un tournant, puis une conscience sensorielle, une conscience réception,  un sondage, une détermination, une impulsion, une répétition, puis, de nouveau, une subconscience : la boucle est bouclée ;
- Dans l'autre cas, à la subconscience fait suite un tournant, puis directement une conscience impulsive, une répétition, et de nouveau une subconscience.

Ces deux cas constituent donc les "cycles de consciences" les plus courants. Cette étude des différentes fonctions de la conscience mérite plusieurs remarques : elle est appliquée afin de commenter l'enseignement de la coproduction conditionnée, mais elle est aussi appliquée dans la compréhension de "moments psychologiques" particuliers, comment l'entrée en "en-stase" (selon le terme de Mircea Eliade), c'est-à-dire la réalisation de l'un des états de conscience, propres à la méditation samatha, que sont les dhyanas. 

En ce qui concerne l'interprétation de la coproduction conditionnée, et son évolution, cette analyse correspond à la lecture "matérielle", correspondant à une formulation longue de la coproduction conditionnée, qui est décrite par Dominique Trotignon comme une lecture relativement tardive de ce processus. 